# ۱۶۸۱ (میلادی)
۱۶۸۱ (میلادی) هزار و ششصد و هشتاد و یکمین سال تقویم میلادی است.

## رویدادها
- ۲۸ اکتبر: یک زن اهل لندن به جرم «دخالت در سیاست» در ملا عام شلاق زده شد.

تاریخ دقیق نامعلوم:
- فرانسه شهر استراسبورگ را ضمیمه خاک خود کرد.
- آخرین پرنده دودو کشته شد.
- جمع‌آوری پول در انگلیس برای پناهندگان نیازمند فرانسوی.

## زادگان
- ۱۴ مارس - گیورگ فیلیپ تیلمان، آهنگساز آلمانی (درگذشت: ۱۷۶۷ (میلادی))
- ۲۶ ژوئن - هدویگ سوفیا، دوشس هلشتاین-گوتورپ، نویسنده سوئدی (درگذشت: ۱۷۰۸ (میلادی))
- ۱۱ سپتامبر - یوهان گوتلیب هاینکیوس، حقوقدان آلمانی (درگذشت: ۱۷۴۱ (میلادی))
- ۲۸ سپتامبر - یوهان ماتسون، آهنگساز آلمانی (درگذشت: ۱۷۶۴ (میلادی))
- ۱۷ نوامبر - پیر فرانسوا لو کورایه، دین‌شناس فرانسوی (درگذشت: ۱۷۷۶ (میلادی))
- ۲۸ نوامبر - ژان کاوالیه، رهبر شورشی پروتستان فرانسوی (درگذشت: ۱۷۴۰ (میلادی))

## درگذشتگان
- ۲۸ ژانویه - ریچارد الستری، انگلیسی سلطنتی کشیش (زاده ۱۶۱۹ (میلادی))
- ۱۲ مارس - فرانس فان میریس، پدر، نقاش هلندی (زاده ۱۶۳۵ (میلادی))
- ۲۵ مه - پدرو کالدرون، نمایشنامه‌نویس اسپانیایی و شاعر (زاده ۱۶۰۰ (میلادی))
- ۱ ژوئیه - الیور پلانکت، قدیس ایرلندی (زاده ۱۶۲۹ (میلادی))
- ۲۵ ژوئیه - یورین اوکس، رئیس انگلیسی‌تبار دانشگاه هاروارد (زاده ۱۶۳۱ (میلادی))
- ۲۲ اوت - فیلیپ دلانو، مهاجر هلندی در مستعمره پلیموت (زاده ۱۶۰۲ (میلادی))
- ۲۲ دسامبر - ریچارد الین روحانی پیورتین انگلیسی (زاده ۱۶۱۱ (میلادی))
- تاریخ ناشناخته - خرارد تر بورخ، نقاش هلندی (زاده ۱۶۱۷ (میلادی))

‎